# Astegopteryx setigera
Astegopteryx setigera är en insektsart. Astegopteryx setigera ingår i släktet Astegopteryx och familjen långrörsbladlöss. Inga underarter finns listade i Catalogue of Life.